# 1982-es labdarúgó-világbajnokság-selejtező (UEFA – 3. csoport)
Az 1982-es labdarúgó-világbajnokság európai 3. selejtezőcsoportjának mérkőzéseit, és a csoport végeredményét tartalmazó lapja. A csoportban körmérkőzéses, oda-visszavágós rendszerben játszottak egymással a labdarúgó-válogatottak. A selejtezőket 1980. június 2. és 1981. november 29. között rendezték. Az első két helyezett automatikus résztvevője lett az 1982-es labdarúgó-világbajnokságnak.
A csoportban Csehszlovákia, Izland, a Szovjetunió, Törökország és Wales szerepelt.
A Szovjetunió és Csehszlovákia jutott ki az 1982-es világbajnokságra.

## Tabella
| Hely. | Csapat        | M | Gy | D | V | G+ | G– | Gk  | P  | Továbbjutás                          |     | Szovjetunió | Csehszlovákia | Wales | Izland | Törökország |
| ----- | ------------- | - | -- | - | - | -- | -- | --- | -- | ------------------------------------ | --- | ----------- | ------------- | ----- | ------ | ----------- |
| 1.    | Szovjetunió   | 8 | 6  | 2 | 0 | 20 | 2  | +18 | 14 | Kijutott az 1982-es világbajnokságra |     | —           | 2–0           | 3–0   | 5–0    | 4–0         |
| 2.    | Csehszlovákia | 8 | 4  | 2 | 2 | 15 | 6  | +9  | 10 | Kijutott az 1982-es világbajnokságra |     | 1–1         | —             | 2–0   | 6–1    | 2–0         |
| 3.    | Wales         | 8 | 4  | 2 | 2 | 12 | 7  | +5  | 10 |                                      |     | 0–0         | 1–0           | —     | 2–2    | 4–0         |
| 4.    | Izland        | 8 | 2  | 2 | 4 | 10 | 21 | −11 | 6  |                                      | 1–2 | 1–1         | 0–4           | —     | 2–0    |             |
| 5.    | Törökország   | 8 | 0  | 0 | 8 | 1  | 22 | −21 | 0  |                                      | 0–3 | 0–3         | 0–1           | 1–3   | —      |             |

## Mérkőzések
| 1980. június 2. |

| Izland | 0 – 4       | Wales                                        |
| ------ | ----------- | -------------------------------------------- |
|        | Jegyzőkönyv | Walsh 45' 75' Giles 53' Flynn 61' (11-esből) |

| Laugardalsvöllur, Reykjavík Nézőszám: 10,254 Játékvezető: Rolf Nyhus (norvég) |

| 1980. szeptember 3. |

| Izland        | 1 – 2       | Szovjetunió               |
| ------------- | ----------- | ------------------------- |
| Sveinsson 75' | Jegyzőkönyv | Gavrilov 35' Andrejev 80' |

| Laugardalsvöllur, Reykjavík Nézőszám: 4,190 Játékvezető: Oliver Donnelly (északír) |

| 1980. szeptember 24. |

| Törökország          | 1 – 3       | Izland                                              |
| -------------------- | ----------- | --------------------------------------------------- |
| Fatih 72' (11-esből) | Jegyzőkönyv | Guðlaugsson 12' A. Guðmundsson 62' T. Þórðarson 80' |

| İzmir Atatürk Stadion, İzmir Nézőszám: 18,506 Játékvezető: Ioan Igna (román) |

| 1980. október 15. |

| Szovjetunió                                         | 5 – 0       | Izland |
| --------------------------------------------------- | ----------- | ------ |
| Andrejev 9' 78' Hovhanniszján 39' 58' Bezszonov 84' | Jegyzőkönyv |        |

| Központi Lenin Stadion, Moszkva Nézőszám: 21,000 Játékvezető: Aleksander Suchanek (lengyel) |

| 1980. október 15. |

| Wales                                           | 4 – 0       | Törökország |
| ----------------------------------------------- | ----------- | ----------- |
| Flynn 19' L. James 37' (11-esből) 85' Walsh 79' | Jegyzőkönyv |             |

| Ninian Park, Cardiff Nézőszám: 11,770 Játékvezető: Torben Månsson (dán) |

| 1980. november 19. |

| Wales     | 1 – 0       | Csehszlovákia |
| --------- | ----------- | ------------- |
| Giles 10' | Jegyzőkönyv |               |

| Ninian Park, Cardiff Nézőszám: 20,175 Játékvezető: Walter Eschweiler (nyugatnémet) |

| 1980. december 3. |

| Csehszlovákia  | 2 – 0       | Törökország |
| -------------- | ----------- | ----------- |
| Nehoda 13' 15' | Jegyzőkönyv |             |

| Stadion Evžena Rošického, Prága Nézőszám: 8,500 Játékvezető: Erik Fredriksson (svéd) |

| 1981. március 25. |

| Törökország | 0 – 1       | Wales      |
| ----------- | ----------- | ---------- |
|             | Jegyzőkönyv | Harris 67' |

| Ankara 19 Mayıs Stadyumu, Ankara Nézőszám: 35,000 Játékvezető: Kuti Sándor (magyar) |

| 1981. április 15. |

| Törökország | 0 – 3       | Csehszlovákia                   |
| ----------- | ----------- | ------------------------------- |
|             | Jegyzőkönyv | Janečka 58' Kozák 70' Vízek 81' |

| Ali Sami Yen Stadı, Isztambul Nézőszám: 35,000 Játékvezető: Roger Schoeters (belga) |

| 1981. május 27. |

| Csehszlovákia                                                                           | 6 – 1       | Izland    |
| --------------------------------------------------------------------------------------- | ----------- | --------- |
| Vízek 35' Panenka 44' (11-esből) Nehoda 72' Bjarnason 78' (öngól) Kozák 79' Janečka 87' | Jegyzőkönyv | Bergs 60' |

| Tehelné pole, Pozsony Nézőszám: 21,756 Játékvezető: Nikólaosz Zlatánosz (görög) |

| 1981. május 30. |

| Wales | 0 – 0       | Szovjetunió |
| ----- | ----------- | ----------- |
|       | Jegyzőkönyv |             |

| Racecourse Ground, Wrexham Nézőszám: 29,366 Játékvezető: Bruno Galler (svájci) |

| 1981. szeptember 9. |

| Izland                               | 2 – 0       | Törökország |
| ------------------------------------ | ----------- | ----------- |
| L. Guðmundsson 21' A. Eðvaldsson 65' | Jegyzőkönyv |             |

| Laugardalsvöllur, Reykjavík Nézőszám: 4,292 Játékvezető: Kevin O'Sullivan (ír) |

| 1981. szeptember 9. |

| Csehszlovákia                   | 2 – 0       | Wales |
| ------------------------------- | ----------- | ----- |
| D. Davies 24' (öngól) Lička 67' | Jegyzőkönyv |       |

| Stadion Evžena Rošického, Prága Nézőszám: 38,000 Játékvezető: Franz Wöhrer (osztrák) |

| 1981. szeptember 23. |

| Szovjetunió                                         | 4 – 0       | Törökország |
| --------------------------------------------------- | ----------- | ----------- |
| Csivadze 4' Demjanenko 20' Blohin 26' Sengelija 49' | Jegyzőkönyv |             |

| Központi Lenin Stadion, Moszkva Nézőszám: 41,500 Játékvezető: Damir Matovinović (jugoszláv) |

| 1981. szeptember 23. |

| Izland     | 1 – 1       | Csehszlovákia |
| ---------- | ----------- | ------------- |
| Ormslev 6' | Jegyzőkönyv | Kozák 77'     |

| Laugardalsvöllur, Reykjavík Nézőszám: 7,343 Játékvezető: Kenneth Hope (skót) |

| 1981. október 7. |

| Törökország | 0 – 3       | Szovjetunió                  |
| ----------- | ----------- | ---------------------------- |
|             | Jegyzőkönyv | Sengelija 17' Blohin 38' 54' |

| İzmir Atatürk Stadion, İzmir Nézőszám: 62,125 Játékvezető: Walter Eschweiler (nyugatnémet) |

| 1981. október 14. |

| Wales                   | 2 – 2       | Izland                  |
| ----------------------- | ----------- | ----------------------- |
| R. James 25' Curtis 54' | Jegyzőkönyv | Á. Sigurvinsson 47' 61' |

| Vetch Field, Swansea Nézőszám: 19,783 Játékvezető: Arto Ravander (finn) |

| 1981. október 28. |

| Szovjetunió       | 2 – 0       | Csehszlovákia |
| ----------------- | ----------- | ------------- |
| Sengelija 28' 46' | Jegyzőkönyv |               |

| Dinamo Stadion, Tbiliszi Nézőszám: 75,000 Játékvezető: Michel Vautrot (francia) |

| 1981. november 18. |

| Szovjetunió                            | 3 – 0       | Wales |
| -------------------------------------- | ----------- | ----- |
| Daraszelia 13' Blohin 18' Gavrilov 64' | Jegyzőkönyv |       |

| Dinamo Stadion, Tbiliszi Nézőszám: 75,000 Játékvezető: Jan Keizer (holland) |

| 1981. november 29. |

| Csehszlovákia | 1 – 1       | Szovjetunió |
| ------------- | ----------- | ----------- |
| Vojaček 34'   | Jegyzőkönyv | Blohin 14'  |

| Tehelné pole, Pozsony Nézőszám: 47,000 Játékvezető: Clive White (angol) |

## Góllövőlista
|  |  |